# Animation linguistique
 (mai 2021).
La mise en forme du texte ne suit pas les recommandations de Wikipédia : il faut le « wikifier ».
Les points d'amélioration suivants sont les cas les plus fréquents :
- Les titres sont pré-formatés par le logiciel. Ils ne sont ni en capitales, ni en gras.
- Le texte ne doit pas être écrit en capitales (les noms de famille non plus), ni en gras, ni en italique, ni en « petit »…
- Le gras n'est utilisé que pour surligner le titre de l'article dans l'introduction, une seule fois.
- L'italique est rarement utilisé : mots en langue étrangère, titres d'œuvres, noms de bateaux, etc.
- Les citations ne sont pas en italique mais en corps de texte normal. Elles sont entourées par des guillemets français : « et ».
- Les listes à puces sont à éviter, des paragraphes rédigés étant largement préférés. Les tableaux sont à réserver à la présentation de données structurées (résultats, etc.).
- Les appels de note de bas de page (petits chiffres en exposant, introduits par l'outil «  Source ») sont à placer entre la fin de phrase et le point final[comme ça].
- Les liens internes (vers d'autres articles de Wikipédia) sont à choisir avec parcimonie. Créez des liens vers des articles approfondissant le sujet. Les termes génériques sans rapport avec le sujet sont à éviter, ainsi que les répétitions de liens vers un même terme.
- Les liens externes sont à placer uniquement dans une section « Liens externes », à la fin de l'article. Ces liens sont à choisir avec parcimonie suivant les règles définies. Si un lien sert de source à l'article, son insertion dans le texte est à faire par les notes de bas de page.
- La présentation des références doit suivre les conventions bibliographiques. Il est recommandé d'utiliser les modèles {{Ouvrage}}, {{Chapitre}}, {{Article}}, {{Lien web}} et/ou {{Bibliographie}}. Le mode d'édition visuel peut mettre en forme automatiquement les références.
- Insérer une infobox (cadre d'informations à droite) n'est pas obligatoire pour parachever la mise en page.

Pour une aide détaillée, merci de consulter Aide:Wikification.
Si vous pensez que ces points ont été résolus, vous pouvez retirer ce bandeau et améliorer la mise en forme d'un autre article.
L'animation linguistique est une méthode de didactique des langues qui sert à faire connaître les bases d'une langue étrangère et à approfondir les connaissances déjà acquises. Elle facilite la communication dans les groupes interculturels et augmente la capacité des participants à mieux se connaître eux-mêmes et à mieux entrer en communication avec les autres.
À l’origine, cette méthode est issue du travail d’un groupe de chercheurs et chercheuses autour de la dynamique mise en place au sein d’un groupe de personnes ne parlant pas la même langue. Ces recherches ont permis de systématiser les apprentissages et aussi de développer des méthodes. Ces travaux ont été menés par l’Office franco-allemand pour la Jeunesse (OFAJ) et ses partenaires associatifs. 

## Principes de base
Dans un contexte pédagogique de courte durée, l'animation linguistique n’est pas un outil fondé pour l’apprentissage systématique des langues, mais pour se rapprocher de la langue de l’autre et de faire prendre conscience de sa propre langue par la même occasion. Avec l’animation linguistique, on cherche à recréer l’apprentissage d’un enfant : par le jeu, par la découverte et par l’envie d’apprendre. L'animation linguistique utilise diverses méthodes, notamment ludiques, qui permettent de réduire la peur de la langue de l’autre, mais aussi de l'expression orale. Quelle que soit la langue, et des éventuelles erreurs. Les participants acquièrent une plus grande confiance en eux et en elles dans l'utilisation de la langue partenaire dans un cadre de communication quotidienne.
En outre, les similitudes et les différences culturelles élémentaires sont appréhendées. Grâce à des exercices interculturels, les participants peuvent se faire une idée de l'autre culture et prendre conscience de la leur.
L'animation linguistique se déroule dans une interaction constante et un dialogue intensif entre tout(es). Il ne s'agit pas d'un enseignement unilatéral de la langue dispensé par les animateurs et animatrices linguistiques,  les participants sont encouragés à faire preuve d’initiative, de créativité et d’imagination. L'animation linguistique apporte du mouvement et de la dynamique dans le groupe. Il ne s'agit en aucun cas d'une méthode d'enseignement classique ou d'une instruction systématique.

## Terme
L’animation linguistique est composée de deux mots : “animation” et “langue”. L'une des principales significations du mot "langue" est la capacité de parler. Pour le mot "animation", on peut trouver deux significations de base différentes dans les dictionnaires. Outre "le procédé consistant à donner du mouvement aux objets inanimés dans les films d'animation", on y trouve "les activités sportives et divertissantes organisées, notamment dans les clubs de vacances". De la même manière que les animateurs et animatrices de clubs de vacances encouragent les vacanciers et les vacancières à s'adonner à des activités de loisirs, et de la même manière que les animateurs et les animatrices donnent vie à des héros et des héroïnes  en deux dimensions, les animateurs et animatrices linguistiques, au sens propre comme au sens figuré, invitent les participants à « se mettre en mouvement » en s’adonnant à des activités dans lesquelles la langue joue un rôle central.
Ils/elles stimulent leur créativité et leur initiative en leur proposant des jeux de langage et de pensée. L'animation linguistique sert donc à éveiller chez les participants le désir de connaître la langue partenaire de manière ludique et à regarder le monde sous un angle différent.

## Objectif animation linguistique: une base de méthodes d’animation linguistique
Depuis le printemps 2019, le site animation linguistique- initié par Peuple et Culture, Interkulturelles Netzwerk et Miedzynarodowe Centrum Spotkan Mlodziezy. - propose 15 animations linguistiques et quelques explications théoriques de la méthode en français, allemand, anglais, polonais, grec et portugais disponibles gratuitement sous forme de vidéos. Les explications des méthodes sont également téléchargeables sous forme de fiches.

## En ligne
Depuis le printemps 2020, un groupe de travail a imaginé l’adaptation de la méthode aux conditions liées à la crise sanitaire. À l’initiative de cette démarche, on trouve les associations suivantes : Arpeggio, Associação Faísca Voadora, Avers, Clash,  Gwennili, Interkulturelles Netzwerk, Peuple et Culture, VcV, et Zukunft.
Il est encore trop tôt pour parler de systématisation des apprentissages via l’animation linguistique en ligne. Il s’agit encore dans une phase d’expérimentation. 
Pour autant, afin de continuer à proposer des rencontres interculturelles malgré le contexte, environ 20 méthodes ont été adaptées au format à distance. Pour faciliter leur accès au plus grand nombre, des vidéos ont été postées sur la chaîne et des fiches explicatives sont disponibles sur le site animation linguistique.  

## Sources
- L’animation linguistique, un pont interculturel » publié par l’OFAJ
- Objectif animation linguistique
- Site regroupant des vidéos et fiches d’animation linguistique
- Guide de l'animation linguistique